# Seconde Jeunesse
Pour plus de détails, voir Fiche technique et Distribution.
Seconde Jeunesse est une comédie romantique franco-italienne réalisée par Gianni Di Gregorio et sortie en 2022.

## Synopsis
Astolfo est un professeur retraité de 70 ans qui vit à Rome dans un appartement dont il a été poliment expulsé par sa propriétaire. Les loyers ont augmenté à Rome et Astolfo décide de retourner en province, dans les collines d'Artena où se trouve le manoir familial. Les grands salons poussiéreux et délabrés sont habités par un villageois lui-même expulsé par son ex-femme. Avec son aide, Astolfo va affronter le maire, qui s'est approprié son terrain (pour y construire des chalets) qui appartenait autrefois à sa famille, et un prêtre intrusif et perfide, qui a muré son salon et occupé ses chambres pour en faire une salle de musique pour les garçons de sa paroisse. Cependant arrive Stefania, une dame charmante présentée par son cousin un peu coureur de jupons, qui va ébranler sa vie tranquille et bien réglée.

## Fiche technique
Sauf indication contraire, les informations mentionnées dans cette section peuvent être confirmées par les bases de données cinématographiques IMDb et Allociné,  présentes dans la section « Liens externes ».
- Titre : Seconde Jeunesse
- Titre original : Astolfo
- Réalisation : Gianni Di Gregorio
- Scénario : Gianni Di Gregorio et Marco Pettenello
- Musique : Ratchev & Carratello
- Décors : Luigi Conte
- Costumes : Gaia Calderone
- Photographie : Maurizio Calvesi
- Montage : Marco Spoletini
- Son :
- Production : Angelo Barbagallo
  - Production déléguée : Fabrizio Colucci
  - Production exécutive : Maria Panicucci
- Sociétés de production : Le Pacte et Bibi Films
- Société de distribution : Le Pacte
- Pays de production :  France et  Italie
- Langue originale : italien
- Format : couleur — 2,35:1
- Genre : comédie romantique
- Durée : 97 minutes
- Dates de sortie :
  - Italie :
    - 16 octobre 2022 (Rome)
    - 20 octobre 2022 (en salles)

  - France : 
    - 3 février 2023 (Lyon)
    - 16 août 2023 (en salles)

## Distribution
Sauf indication contraire ou complémentaire, les informations mentionnées dans cette section proviennent du générique de fin de l'œuvre audiovisuelle présentée ici.
- Gianni Di Gregorio : Astolfo
- Stefania Sandrelli : Stefania
- Alfonso Santagata : Carlo, le cousin d'Astolfo
- Alberto Testone : Oreste, le squatteur
- Gigio Morra : le cuistot
- Mauro Lamentia : Daniel, le jeune sans emploi
- Andrea Cosentino : le prêtre
- Simone Colombari : le maire
- Biagio Forestieri : Alberto, le fils de Stefania
- Mariagrazia Pompei : Serena, la fille de Stefania
- Francesca Ventura : Ottavia, la cousine de Stefania
- Agnese Nano : Franca, l'ex-femme d'Astolfo

## Production
Le tournage du film a eu lieu entre juin et juillet 2021 dans les communes de Vasto dans les Abruzzes et d'Artena dans le Latium, avec une brève escale dans le port de plaisance de Montenero di Bisaccia.